# Torneo Finalización 2003 (Colombia)
El Torneo Finalización 2003 fue la quincuagésima octava edición de la Categoría Primera A de fútbol profesional colombiano , siendo el segundo torneo de la temporada 2003. Comenzó el domingo 13 de julio y finalizó el domingo 21 de diciembre.

## Cobertura por televisión
Para el Torneo Finalización los derechos de transmisión por TV cerrada siguieron a cargo de las cableoperadoras Sky y TV Cable. Por TV abierta, estuvieron a cargo los canales públicos Señal Colombia y Canal Uno (con la realización de las programadoras Audiovisuales y SportSat Televisión), ambos transmitiendo en simultáneo un partido por fecha, incluyendo la final del torneo.

## Sistema de juego
En la primera etapa se juegan 18 fechas bajo el sistema de todos contra todos, al término de los cuales los ocho primeros clasificados avanzan a los cuadrangulares semifinales. Allí los ocho equipos se dividen en dos grupos (A, pares y B impares). Los ganadores de cada grupo se enfrentan en diciembre para decidir al campeón del torneo, que obtendrá un cupo en la fase de grupos de la Copa Libertadores 2004.

## Equipos participantes

### Datos de los clubes
| Equipo                  | Ciudad       | Estadio                        |
| ----------------------- | ------------ | ------------------------------ |
| América de Cali         | Cali         | Olímpico Pascual Guerrero      |
| Atlético Bucaramanga    | Bucaramanga  | Alfonso López                  |
| Atlético Huila          | Neiva        | Guillermo Plazas Alcid         |
| Atlético Nacional       | Medellín     | Atanasio Girardot              |
| Centauros Villavicencio | Centauros    | Manuel Calle Lombana           |
| Cortuluá                | Tuluá        | Doce de Octubre                |
| Deportes Quindío        | Armenia      | Centenario                     |
| Deportes Tolima         | Ibagué       | Manuel Murillo Toro            |
| Deportivo Cali          | Cali         | Olímpico Pascual Guerrero      |
| Deportivo Pasto         | Pasto        | Departamental Libertad         |
| Deportivo Pereira       | Pereira      | Hernán Ramírez Villegas        |
| Envigado F. C.          | Envigado     | Polideportivo Sur              |
| Independiente Medellín  | Medellín     | Atanasio Girardot              |
| Junior                  | Barranquilla | Metropolitano Roberto Meléndez |
| Millonarios             | Bogotá       | Nemesio Camacho El Campín      |
| Once Caldas             | Manizales    | Estadio Palogrande             |
| Santa Fe                | Bogotá       | Nemesio Camacho El Campín      |
| Unión Magdalena         | Santa Marta  | Eduardo Santos                 |

### Localización
| Antioquia       | 3 | Atlético Nacional, Envigado F. C. e Independiente Medellín | Nacional Envigado F. C. DIM Millonarios Santa Fe Caldas Quindío Pereira Cortuluá América Cali Bucaramanga Tolima Unión Junior Huila Pasto Centauros |
| Valle del Cauca | 3 | América de Cali, Cortuluá y Deportivo Cali                 | Nacional Envigado F. C. DIM Millonarios Santa Fe Caldas Quindío Pereira Cortuluá América Cali Bucaramanga Tolima Unión Junior Huila Pasto Centauros |
| Bogotá, D. C.   | 2 | Millonarios y Santa Fe                                     | Nacional Envigado F. C. DIM Millonarios Santa Fe Caldas Quindío Pereira Cortuluá América Cali Bucaramanga Tolima Unión Junior Huila Pasto Centauros |
| Atlántico       | 1 | Junior                                                     | Nacional Envigado F. C. DIM Millonarios Santa Fe Caldas Quindío Pereira Cortuluá América Cali Bucaramanga Tolima Unión Junior Huila Pasto Centauros |
| Caldas          | 1 | Once Caldas                                                | Nacional Envigado F. C. DIM Millonarios Santa Fe Caldas Quindío Pereira Cortuluá América Cali Bucaramanga Tolima Unión Junior Huila Pasto Centauros |
| Huila           | 1 | Atlético Huila                                             | Nacional Envigado F. C. DIM Millonarios Santa Fe Caldas Quindío Pereira Cortuluá América Cali Bucaramanga Tolima Unión Junior Huila Pasto Centauros |
| Magdalena       | 1 | Unión Magdalena                                            | Nacional Envigado F. C. DIM Millonarios Santa Fe Caldas Quindío Pereira Cortuluá América Cali Bucaramanga Tolima Unión Junior Huila Pasto Centauros |
| Meta            | 1 | Centauros Villavicencio                                    | Nacional Envigado F. C. DIM Millonarios Santa Fe Caldas Quindío Pereira Cortuluá América Cali Bucaramanga Tolima Unión Junior Huila Pasto Centauros |
| Nariño          | 1 | Deportivo Pasto                                            | Nacional Envigado F. C. DIM Millonarios Santa Fe Caldas Quindío Pereira Cortuluá América Cali Bucaramanga Tolima Unión Junior Huila Pasto Centauros |
| Quindío         | 1 | Deportes Quindío                                           | Nacional Envigado F. C. DIM Millonarios Santa Fe Caldas Quindío Pereira Cortuluá América Cali Bucaramanga Tolima Unión Junior Huila Pasto Centauros |
| Risaralda       | 1 | Deportivo Pereira                                          | Nacional Envigado F. C. DIM Millonarios Santa Fe Caldas Quindío Pereira Cortuluá América Cali Bucaramanga Tolima Unión Junior Huila Pasto Centauros |
| Santander       | 1 | Atlético Bucaramanga                                       | Nacional Envigado F. C. DIM Millonarios Santa Fe Caldas Quindío Pereira Cortuluá América Cali Bucaramanga Tolima Unión Junior Huila Pasto Centauros |
| Tolima          | 1 | Deportes Tolima                                            | Nacional Envigado F. C. DIM Millonarios Santa Fe Caldas Quindío Pereira Cortuluá América Cali Bucaramanga Tolima Unión Junior Huila Pasto Centauros |

## Todos contra todos

### Clasificación
Actualizado al 2 de noviembre de 2003.
| Pos | Equipo                  | Pts | PJ | PG | PE | PP | GF | GC | Dif |
| --- | ----------------------- | --- | -- | -- | -- | -- | -- | -- | --- |
| 1.  | Deportivo Cali          | 34  | 18 | 10 | 4  | 4  | 34 | 18 | 16  |
| 2.  | Atlético Nacional       | 32  | 18 | 9  | 5  | 4  | 23 | 14 | 9   |
| 3.  | Unión Magdalena         | 28  | 18 | 9  | 1  | 8  | 20 | 18 | 2   |
| 4.  | Independiente Medellín  | 28  | 18 | 8  | 4  | 6  | 20 | 15 | 5   |
| 5.  | Deportivo Pasto         | 28  | 18 | 8  | 4  | 6  | 20 | 19 | 1   |
| 6.  | Deportes Tolima         | 27  | 18 | 7  | 6  | 5  | 22 | 17 | 5   |
| 7.  | Millonarios             | 26  | 18 | 8  | 2  | 8  | 21 | 21 | 0   |
| 8.  | Junior                  | 25  | 18 | 7  | 4  | 7  | 24 | 28 | -4  |
| 9.  | Deportivo Pereira       | 25  | 18 | 6  | 7  | 5  | 20 | 18 | 2   |
| 10. | Deportes Quindío        | 25  | 18 | 6  | 7  | 5  | 21 | 20 | 1   |
| 11. | América de Cali         | 25  | 18 | 6  | 7  | 5  | 23 | 23 | 0   |
| 12. | Atlético Huila          | 24  | 18 | 6  | 6  | 6  | 23 | 25 | -2  |
| 13. | Independiente Santa Fe  | 24  | 18 | 5  | 9  | 4  | 15 | 13 | 2   |
| 14. | Once Caldas             | 18  | 18 | 4  | 6  | 8  | 20 | 26 | -6  |
| 15. | Envigado F. C.          | 18  | 18 | 3  | 9  | 6  | 18 | 21 | -3  |
| 16. | Atlético Bucaramanga    | 17  | 18 | 4  | 5  | 9  | 24 | 30 | -6  |
| 17. | Cortuluá                | 17  | 18 | 4  | 5  | 9  | 16 | 26 | -10 |
| 18. | Centauros Villavicencio | 17  | 18 | 4  | 5  | 9  | 15 | 27 | -12 |

 Pts=Puntos; PJ=Partidos jugados; G=Partidos ganados; E=Partidos empatados; P=Partidos perdidos; GF=Goles a favor; GC=Goles en contra; DIF=Diferencia de gol
|  | Clasificado para los cuadrangulares semifinales. |
|  | Eliminado                                        |
|  | Descendido a la Categoría Primera B              |

### Resultados
| Fecha 1 - 12 y 13 de julio de 2003 | Fecha 1 - 12 y 13 de julio de 2003 | Fecha 1 - 12 y 13 de julio de 2003 | Fecha 1 - 12 y 13 de julio de 2003 |
| Fecha                              | Equipo local                       | Resultado                          | Equipo visitante                   |
| ---------------------------------- | ---------------------------------- | ---------------------------------- | ---------------------------------- |
| 12 de julio                        | Nacional                           | 1 - 0                              | Bucaramanga                        |
| 13 de julio                        | Millonarios                        | 0 - 1                              | Magdalena                          |
| 13 de julio                        | América                            | 2 - 2                              | Tolima                             |
| 13 de julio                        | Once Caldas                        | 1 - 1                              | Quindío                            |
| 13 de julio                        | Huila                              | 1 - 2                              | Cali                               |
| 13 de julio                        | Tuluá                              | 0 - 1                              | Pereira                            |
| 13 de julio                        | Centauros                          | 2 - 1                              | Pasto                              |
| 13 de julio                        | Envigado                           | 0 - 0                              | Medellín                           |
| 13 de julio                        | Junior                             | 2 - 0                              | Santa Fe                           |

| Fecha 2 - 19 y 20 de julio de 2003 | Fecha 2 - 19 y 20 de julio de 2003 | Fecha 2 - 19 y 20 de julio de 2003 | Fecha 2 - 19 y 20 de julio de 2003 |
| Fecha                              | Equipo local                       | Resultado                          | Equipo visitante                   |
| ---------------------------------- | ---------------------------------- | ---------------------------------- | ---------------------------------- |
| 19 de julio                        | Medellín                           | 0 - 0                              | América                            |
| 20 de julio                        | Pereira                            | 1 - 1                              | Junior                             |
| 20 de julio                        | Pasto                              | 2 - 1                              | Huila                              |
| 20 de julio                        | Tolima                             | 1 - 1                              | Centauros                          |
| 20 de julio                        | Quindío                            | 1 - 1                              | Envigado                           |
| 20 de julio                        | Magdalena                          | 1 - 0                              | Once Caldas                        |
| 20 de julio                        | Bucaramanga                        | 2 - 0                              | Tuluá                              |
| 20 de julio                        | Cali                               | 1 - 0                              | Nacional                           |
| 24 de julio                        | Santa Fe                           | 1 -1                               | Millonarios                        |

Santa Fe vs Millonarios estaba Programado para el 20 de julio a las (3:30 PM) y se disputó el 24 de julio a las (8:30PM)

## Cuadrangulares semifinales
La segunda fase del Torneo Finalización 2003 consiste en los cuadrangulares semifinales. Estos los disputan los ocho mejores equipos del torneo distribuidos en dos grupos de cuatro equipos divididos en pares e impares. Los ganadores de cada grupo se enfrentan en la gran final para definir al campeón.

### Grupo A
| R   | Pos | Equipo          | Pts | PJ | PG | PE | PP | GF | GC | Dif |
| --- | --- | --------------- | --- | -- | -- | -- | -- | -- | -- | --- |
| (1) | 1.  | Deportivo Cali  | 12  | 6  | 3  | 3  | 0  | 10 | 6  | 4   |
| (7) | 2.  | Millonarios     | 10  | 6  | 3  | 1  | 2  | 9  | 7  | 2   |
| (3) | 3.  | Unión Magdalena | 9   | 6  | 2  | 3  | 1  | 7  | 6  | 1   |
| (5) | 4.  | Deportivo Pasto | 1   | 6  | 0  | 1  | 5  | 4  | 11 | -7  |

 R=Clasificación en la fase de todos contra todos; Pts=Puntos; PJ=Partidos jugados; G=Partidos ganados; E=Partidos empatados; P=Partidos perdidos; GF=Goles a favor; GC=Goles en contra; DIF=Diferencia de gol
| Fecha 1 - 9 de noviembre de 2003 | Fecha 1 - 9 de noviembre de 2003 | Fecha 1 - 9 de noviembre de 2003 |
| Local                            | Resultado                        | Visitante                        |
| -------------------------------- | -------------------------------- | -------------------------------- |
| Deportivo Pasto                  | 0 - 1                            | Deportivo Cali                   |
| Millonarios                      | 1 - 0                            | Unión Magdalena                  |

| Fecha 2 - noviembre 22 y 23 del 2003 | Fecha 2 - noviembre 22 y 23 del 2003 | Fecha 2 - noviembre 22 y 23 del 2003 |
| Local                                | Resultado                            | Visitante                            |
| ------------------------------------ | ------------------------------------ | ------------------------------------ |
| Deportivo Cali                       | 1 - 1                                | Millonarios                          |
| Union Magdalena                      | 1 - 0                                | Deportivo Pasto                      |

| Fecha 3 - 26 de noviembre de 2003 | Fecha 3 - 26 de noviembre de 2003 | Fecha 3 - 26 de noviembre de 2003 |
| Local                             | Resultado                         | Visitante                         |
| --------------------------------- | --------------------------------- | --------------------------------- |
| Unión Magdalena                   | 0 - 0                             | Deportivo Cali                    |
| Millonarios                       | 1 - 0                             | Deportivo Pasto                   |

| Fecha 4 - noviembre 29 y 30 del 2003 | Fecha 4 - noviembre 29 y 30 del 2003 | Fecha 4 - noviembre 29 y 30 del 2003 |
| Local                                | Resultado                            | Visitante                            |
| ------------------------------------ | ------------------------------------ | ------------------------------------ |
| Deportivo Cali                       | 2 - 2                                | Unión Magdalena                      |
| Deportivo Pasto                      | 1 - 3                                | Millonarios                          |

| Fecha 5 - 7 de diciembre de 2003 | Fecha 5 - 7 de diciembre de 2003 | Fecha 5 - 7 de diciembre de 2003 |
| Local                            | Resultado                        | Visitante                        |
| -------------------------------- | -------------------------------- | -------------------------------- |
| Deportivo Pasto                  | 2 - 2                            | Unión Magdalena                  |
| Millonarios                      | 2 - 3                            | Deportivo Cali                   |

| Fecha 6 - 14 de diciembre de 2003 | Fecha 6 - 14 de diciembre de 2003 | Fecha 6 - 14 de diciembre de 2003 |
| Local                             | Resultado                         | Visitante                         |
| --------------------------------- | --------------------------------- | --------------------------------- |
| Unión Magadalena                  | 2 - 1                             | Millonarios                       |
| Deportivo Cali                    | 3 - 1                             | Deportivo Pasto                   |

### Grupo B
| R   | Pos | Equipo                 | Pts | PJ | PG | PE | PP | GF | GC | Dif |
| --- | --- | ---------------------- | --- | -- | -- | -- | -- | -- | -- | --- |
| (6) | 1.  | Deportes Tolima        | 10  | 6  | 3  | 1  | 2  | 8  | 7  | 1   |
| (8) | 2.  | Junior                 | 10  | 6  | 3  | 1  | 2  | 8  | 7  | 1   |
| (2) | 3.  | Atlético Nacional      | 9   | 6  | 3  | 0  | 3  | 8  | 8  | 0   |
| (4) | 4.  | Independiente Medellín | 6   | 6  | 2  | 0  | 4  | 8  | 10 | -2  |

 R=Clasificación en la fase de todos contra todos; Pts=Puntos; PJ=Partidos jugados; G=Partidos ganados; E=Partidos empatados; P=Partidos perdidos; GF=Goles a favor; GC=Goles en contra; DIF=Diferencia de gol
| Fecha 1 - 9 de noviembre de 2003 | Fecha 1 - 9 de noviembre de 2003 | Fecha 1 - 9 de noviembre de 2003 |
| Local                            | Resultado                        | Visitante                        |
| -------------------------------- | -------------------------------- | -------------------------------- |
| Atlético Nacional                | 1 - 2                            | Deportes Tolima                  |
| Junior                           | 3 - 2                            | Independiente Medellín           |

| Fecha 2 - noviembre 22 y 23 del 2003 | Fecha 2 - noviembre 22 y 23 del 2003 | Fecha 2 - noviembre 22 y 23 del 2003 |
| Local                                | Resultado                            | Visitante                            |
| ------------------------------------ | ------------------------------------ | ------------------------------------ |
| Independiente Medellín               | 1 - 2                                | Atlético Nacional                    |
| Deportes Tolima                      | 1 - 1                                | Junior                               |

| Fecha 3 - 27 de noviembre de 2003 | Fecha 3 - 27 de noviembre de 2003 | Fecha 3 - 27 de noviembre de 2003 |
| Local                             | Resultado                         | Visitante                         |
| --------------------------------- | --------------------------------- | --------------------------------- |
| Atlético Nacional                 | 1 - 0                             | Junior                            |
| Deportes Tolima                   | 1 - 0                             | Independiente Medellín            |

| Fecha 4 - 29 de noviembre de 2003 | Fecha 4 - 29 de noviembre de 2003 | Fecha 4 - 29 de noviembre de 2003 |
| Local                             | Resultado                         | Visitante                         |
| --------------------------------- | --------------------------------- | --------------------------------- |
| Independiente Medellín            | 2 - 0                             | Deportes Tolima                   |
| Junior                            | 1 - 0                             | Atlético Nacional                 |

| Fecha 5 - 6 de diciembre de 2003 | Fecha 5 - 6 de diciembre de 2003 | Fecha 5 - 6 de diciembre de 2003 |
| Local                            | Resultado                        | Visitante                        |
| -------------------------------- | -------------------------------- | -------------------------------- |
| Atlético Nacional                | 4 - 2                            | Independiente Medellín           |
| Junior                           | 3 - 2                            | Deportes Tolima                  |

| Fecha 6 - 14 de diciembre de 2003 | Fecha 6 - 14 de diciembre de 2003 | Fecha 6 - 14 de diciembre de 2003 |
| Local                             | Resultado                         | Visitante                         |
| --------------------------------- | --------------------------------- | --------------------------------- |
| Independiente Medellín            | 1 - 0                             | Junior                            |
| Deportes Tolima                   | 2 - 0                             | Atlético Nacional                 |

## Final
| Fecha                                                              | Ciudad | Equipo local    | Resultado | Equipo visitante |
| ------------------------------------------------------------------ | ------ | --------------- | --------- | ---------------- |
| 17 de diciembre                                                    | Ibagué | Deportes Tolima | 2 - 0     | Deportivo Cali   |
| 21 de diciembre                                                    | Cali   | Deportivo Cali  | 3 - 1     | Deportes Tolima  |
| Deportes Tolima es el campeón en tiros desde el punto penal (4-2). |        |                 |           |                  |

|                                     |
| Bandera de Colombia                 |
| Campeón Deportes Tolima 1.er título |

## Goleadores
| Jugador         | Equipo          | Goles |
| --------------- | --------------- | ----- |
| Léider Preciado | Deportivo Cali  | 17    |
| Rogeiro Pereira | Deportes Tolima | 12    |
| Carlos Castillo | Deportivo Cali  | 10    |
| Carlos Vilarete | Unión Magdalena | 10    |
| Julián Téllez   | Millonarios     | 10    |

## Cambios de categoría
| Ascendido a la Primera A | Descendido a la Primera B |
| ------------------------ | ------------------------- |
| Bogotá Chicó             | Centauros Villavicencio   |